# Blériot VI
Pour les articles homonymes, voir Blériot.
Le Blériot VI Libellule est un des premiers avions français construits par Louis Blériot. 
Avec le Blériot VI, Louis Blériot expérimente pour la première fois la configuration des ailes en tandem défendue par Louis Peyret. Les premières tentatives de vol ont lieu en juin 1907, mais elles se révèlent infructueuses. Ce n'est qu'après avoir subi des modifications au fuselage qu'il décolle pour la première fois, le 11 juillet 1907, à Issy-les-Moulineaux, pour un « bond » d'environ 25 - 30 mètres à une altitude d'environ deux mètres. Le lendemain, il réalise des vols de 80, 120 et 150 mètres de distance. Le meilleur vol du Blériot VI sera effectué sur une distance de 143 mètres à une altitude de douze mètres.
Le 6 août 1907, l'avion est endommagé à la suite d'un atterrissage brutal, Blériot profite de sa réparation pour lui installer un moteur plus puissant de 50 chevaux, en remplacement du moteur Antoinette d'origine de 24 chevaux. Le Blériot rebaptisé VI bis  effectue plusieurs vols supérieurs à 100 mètres entre août et septembre, avant d'être détruit dans un accident le 17 septembre 1907.
Il ne sera produit qu'à un seul exemplaire.